# Лукас Нягу
Лукас Нягу (іноді Лукас Неагу) (рум. Lucas Neagu, нар. 14 грудня 2014, Лондон) — перша у світі дитина, при зачатті котрої використовувалася технологія Karyomapping. Завдяки їй, за словами медиків, Лукас є найздоровішою людиною у світі.

## Біографія
Мати — румунка Кармен Нягу (н. 1988), носій гена, котрий може викликати серйозну хворобу — невральну аміотрофію Шарко-Марі-Тута. Ця хвороба вражає м'язи кінцівок тіла. Станом на 2015 рік вважається невиліковною. Тільки у Великій Британії, де живе сім'я Кармен, цю хворобу має майже один на 2500 жителів. Від цієї хвороби у 2008 році у 50 років помер її батько Дору Нягу. Ймовірність, що і її дитина отримає цей ген від неї при звичному зачатті дорівнює 50%. Саме тому Кармен із чоловіком Гебріелом (н. 1984) у 2013 році погодилися на нову медичну процедуру Karyomapping.
Метод передімлантаційної генетичної діагностики ембріонів або Karyomapping, що був застосований при зачатті Лукаса, виключає ризик захворіти на 200 поширених хвороб, що передаються через гени. В першу чергу, на хворобу її батька — невральну аміотрофію Шарко-Марі-Тута. Ембріони матері 2 тижні досліджували в Лондонському Центрі репродуктивного і генетичного здоров'я. Після відбору один ембріон «із пробірки» був імплантований до матки. Син народився здоровим.